# Varanasi
Varanasi, cunoscut anterior sub numele de Benares sau Banaras, este unul dintre cele mai vechi orașe  din lume  aflate încă în existență, numit unul dintre cele șapte orașe sacre ale Indiei antice.

## Istorie
Încă din secolul al XXI-lea î.Hr., este cunoscut drept unul dintre locurile sacre ale Indiei antice. Până în secolul al II-lea, așezarea a fost principalul centru al budismului. Începând cu anul 1194, orașul a fost stăpânit timp de mulți ani de către musulmani.

## Geografie
Varanasi este situat în Câmpia Indo-Gangetică, în statul indian Uttar Pradesh.